# ناحية الإسحاقي
الإسحاقي هي ناحية في قضاء بلد في وسط محافظة صلاح الدين على خط عرض 45° على الطريق الرئيس الذي يربط بغداد بتكريت والموصل. مساحتها 154775 دونماً عراقياً،  استحدثت يوم 22 نيسان سنة 1969، مطلّة على نهر دجلة وتحيط بها قرى زراعية كثيرة. تبعد عن مدينة بغداد 100 كم.
يحدها من جهة الجنوب قضاء بلد ومن جهة الشمال سامراء ومن جهة الغرب تحدها منطقة الجزيرة التي تحاذي بحيرة الثرثار أما من جهة الشرق فيحدها نهر دجلة.
ويبلغ تعدادها ما يقرب 60 ألف نسمة، أغلبهم فلاحون. وفيها وقعت مذبحة الإسحاقي المشهورة والتي أعدم فيها الجيش الأمريكي عائلة مكونة من 15 شخصًا.[بحاجة لمصدر] وفيها العديد من المواقع الأثرية، مثل جسر حربى وتل جبارات ومقام الخضر. يسكنها العديد من العشائر منها عشيرةالمجمع  الطعمية و العطيش و الطرفة و الغضيب  و العذيه و عشيرة الشايع الطائية والجيسات القيسية  و كذلك الرفيعات والعويسات وعدد اخر من العشائر. 

## التاريخ
هي ناحية تقع في محافظة صلاح الدين في العراق وكانت تسمى سابقا الإسطبلات نسبةً إلى إسطبلات الخيول التي كانت موجودة في هذه المنطقة خلال العشرينات من القرن الماضي إبان الاحتلال البريطاني للعراق. سميت بناحية الإسحاقي وهو الاسم الذي يطلق عليها حاليا وذلك نسبة إلى مشروع ري الإسحاقي الذي يمر قادما من نهر دجلة من جهة سامراء متجها إلى أراضيها.

## مقاطعات ناحية الإسحاقي
في ناحية الإسحاقي سبع مقاطعات، مركز الناحية هي مقاطعة 15 أبو صفة،
| رقم المقاطعة واسمها | مساحتها دونماً | عدد سكانها |
| 10 شجر وجبارات      | 6291          |            |
| 13 نهراوات          | 4200          |            |
| 14 الفرحاتية        | 43230         |            |
| 15 أبو صفة          | 10000         |            |
| 16 كبان             | 7000          |            |
| 17 آبار بطيخ        | 28054         |            |
| 33 الجزيرة          | 56000         |            |

## الزراعة
يروي المشروع حقولها ومزارعها التي بسبب ذلك ازدهرت فيها الزراعة وبفضل ذلك تنوعت فيها الزراعة ومن أهم محاصيلها الزراعية البرتقال والكرمة والرمان والنخيل والخضراوات كالبندورة والخيار والخس والباذنجان والحنطة وغيرها.

## أحداث

### حادثة الإسحاقي
أفادت الشرطة العراقية في مارس/آذار 2006 أن القوات الأمريكية أعدمت 11 شخصًا في الإسحاقي بعد أن ألقت القبض عليهم في مداهمة، بينهم امرأة تبلغ من العمر 75 عامًا وطفل يبلغ من العمر 6 أشهر. تم إصدار لقطات جديدة لما بعد الحدث في يونيو 2006، مما أثار التحقيق في الحدث. تم تبرئة القوات الأمريكية في وقت لاحق من ارتكاب أي مخالفات من خلال تحقيق عسكري أمريكي مما أثار احتجاجات من الحكومة العراقية التي تعهدت بمواصلة تحقيقها.

### الحادثة الثانية
في ديسمبر 2006 شن الجيش الأمريكي غارة جوية على الإسحاقي. وقالت قوات التحالف بقيادة الولايات المتحدة إنها كانت تبحث في عدة مبان بالقرب من بحيرة الثرثار في محافظة صلاح الدين عندما شن متشددون مرتبطون بالقاعدة هجوما. ثم قال الجيش الأمريكي إن قوات التحالف ردت على النيران فقتلت اثنين من المسلحين. مع استمرار القتال، استدعت القوات الضربات الجوية. وقال الجيش الأمريكي ان 20 من مقاتلي القاعدة بينهم امرأتان قتلوا في الغارة.
زعم المسؤولون المحليون في الجلامدة أنه كان هناك 17 ضحية بالفعل وأن من بينهم خمسة رجال وست نساء وخمسة أطفال. وعرض سكان المنطقة الذين يزعمون أنهم أقارب جثث الأطفال على الصحفيين. وزعمت قناة الجزيرة أن لديها لقطات حصرية تؤكد أن الأطفال كانوا من بين ضحايا الغارة الجوية الأمريكية.
وشمل رد الفعل العراقي إطلاق المشيعين النار في الهواء ليلا أثناء دفن ضحايا الغارة. وسار المئات من سكان جلامدة في منطقة الاسحاقي طوال الليل وأطلقوا أعيرة نارية وحملوا لافتات كتب عليها «أهالي الاسحاقي ينددون بالقتل الجماعي لقوات الاحتلال». وقال عدنان الدليمي رئيس أكبر كتلة سياسية سنية في البرلمان «نطلب من الأمريكيين أن يرحموا. إنهم يقتلون المدنيين بزعم أنهم إرهابيون. الاسحاقي كارثة».
ونقلت وكالة الأنباء الفرنسية عن صورها الخاصة للأطفال القتلى إلى المتحدث العسكري الأمريكي اللفتنانت كولونيل كريستوفر جارفر، طالبا توضيحا لهذه المزاعم. ورد جارفر: «لقد تحققنا مع القوات التي نفذت هذه العملية - لم يتم العثور على أطفال بين الإرهابيين القتلى». وتابع غارفر: «لا أرى في الصور ما يشير إلى وجود هؤلاء الأطفال في منازل تلقت قواتنا نيرانا منها ثم دمرتها الغارة الجوية».